# 최예훈
최예훈(崔藝訓, 2003년 8월 19일 ~ )는 대한민국의 축구 선수로, 포지션은 왼쪽 풀백, 왼쪽 윙어이며, 부산 아이파크 소속으로 현재 김천 상무로 군 복무 중이다.

## 참고 자료
- 레프트백 최예훈, 부상 딛고 일어난 김은중호의 비밀병기